# 国際フォースクエア伝道教会

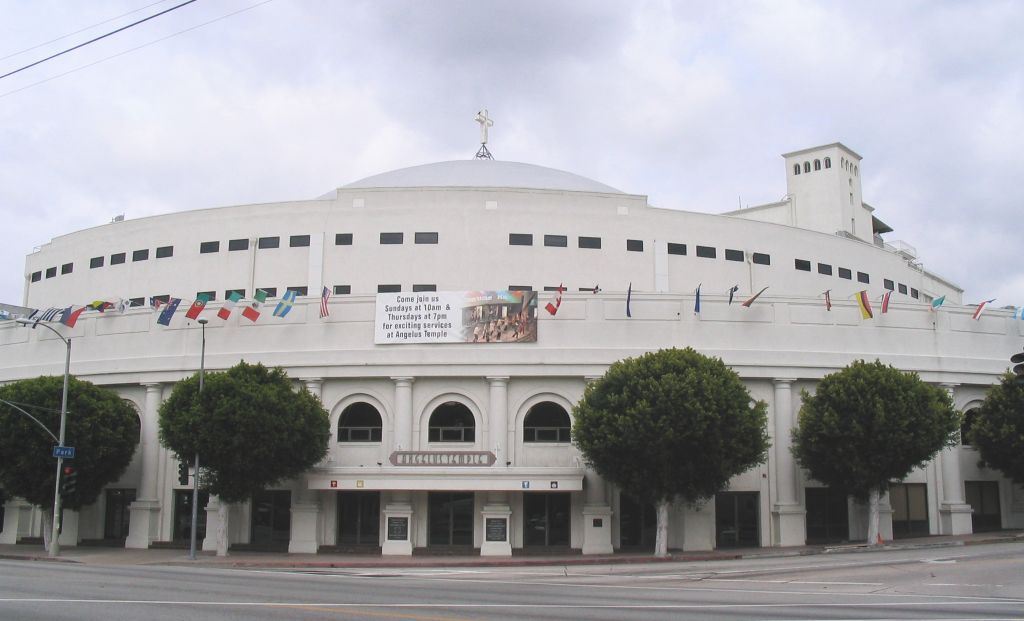
カリフォルニア州ロサンゼルスのアンジェラス・テンプル

国際フォースクエア伝道教会（こくさいふぉーすくえあでんどうきょうかい、英語：International Church of the Foursquare Gospel; 中国語：國際四方福音會）はアメリカ合衆国カリフォルニア州ロサンゼルスに本部を持つ、プロテスタント福音主義の教派。

## 背景
1927年（昭和2年）にキリスト教ペンテコステ運動から生まれた。教会の数では、アメリカ合衆国に218,981人、世界規模での信徒は約350万人、
ジャック・ヘイフォード牧師は、カリフォルニア州、オン・ザ・ウェイ教会とリビング・ウェイ・ミニストリーズの創立者であり、21世紀で最も有名なフォークスクエアのミニスターである。また現在、教派のプレジデントである。

## 教義
- 聖書
- 三位一体
- 洗礼
- 聖霊
- 救い
- 聖餐
- 最後の審判

詳細については、プロテスタントの項目を参照